# Elżbieta Druzd
Elżbieta Druzd (ur. 6 lutego 1985) – polska lekkoatletka specjalizująca się w wielobojach.

## Kariera
Srebrna medalistka mistrzostw Polski w siedmioboju (Szczecin 2008) rozegranego w Zielonej Górze. Jest także srebrną medalistką Halowych Mistrzostw Polski (Spała 2009) w pięcioboju. W dorobku ma też brązowy medal z Halowych Mistrzostw Polski (Spała 2008) oraz dwa złote w sztafecie 4 × 100 metrów Mistrzostw Polski (Bydgoszcz 2006), (Poznań 2007) i jeden srebrny ((Biała Podlaska 2005).